# I liga brazylijska w piłce nożnej (1974)
Brazylia 1974
Mistrzem Brazylii został klub CR Vasco da Gama, natomiast wicemistrzem Brazylii – klub Cruzeiro EC.
Do Copa Libertadores w roku 1975 zakwalifikowały się następujące kluby:
- CR Vasco da Gama (mistrz Brazylii),
- Cruzeiro EC (wicemistrz Brazylii).

W 1974 roku w rozgrywkach I ligi brazylijskiej wzięło udział 40 klubów. Nie było żadnych spadków, a w następnym sezonie I liga liczyła 42 kluby.

## Campeonato Brasileiro Série A 1974

### Uczestnicy
W mistrzostwach Brazylii w 1974 roku wzięło udział 40 klubów – najlepszych w mistrzostwach stanowych 1973 roku.
Stan Alagoas reprezentował 1 klub: CS Alagoano
Stan Amazonas reprezentowały 2 kluby: Rio Negro, Nacional FC.
Stan Bahia reprezentowały 2 kluby: EC Bahia, EC Vitória.
Stan Ceará reprezentowały 2 kluby: Ceará SC, Fortaleza.
Dystrykt Federfalny reprezentował 1 klub: CEUB EC.
Stan Espírito Santo reprezentował 1 klub: Desportiva Cariacica
Stan Guanabara reprezentowało 6 klubów: America FC, Botafogo FR, CR Flamengo, CR Vasco da Gama, Fluminense FC, Olaria AC.
Stan Maranhão reprezentował 1 klub: Sampaio Corrêa FC.
Stan Mato Grosso reprezentował 1 klub: Operário FC.
Stan Minas Gerais reprezentowały 3 kluby: América Mineiro, Atlético Mineiro, Cruzeiro EC.
Stan Pará reprezentowały 2 kluby: Clube do Remo, Paysandu SC.
Stan Parana reprezentowały 2 kluby: Athletico Paranaense, Coritiba FBC.
Stan Pernambuco reprezentowały 3 kluby: Náutico, Santa Cruz FC, Sport Recife.
Stan Piauí reprezentował 1 klub: SE Tiradentes
Stan Rio Grande do Norte reprezentował 1 klub: América Natal.
Stan Rio Grande do Sul reprezentowały 2 kluby: Grêmio Porto Alegre, SC Internacional.
Stan Santa Catarina reprezentował 1 klub: Avaí FC.
Stan São Paulo reprezentowało 6 klubów: Portuguesa, SE Palmeiras, Guarani FC, Santos FC, São Paulo, Corinthians Paulista.
Stan Sergipe reprezentował 1 klub: Itabaiana.

### Format rozgrywek
W pierwszym etapie 40 klubów podzielono na dwie grupy – A i B – liczące po 20 klubów. Do następnego etapu z każdej grupy awansowało 10 najlepszych klubów. Ponadto z pozostałych 20 klubów awansowały 2 kluby o najlepszym dorobku bramkowo-punktowym oraz 2 kluby, które wykazały się najlepszym dochodem.
W drugim etapie 24 kluby podzielono na 4 grupy po 6 klubów. Do etapu finałowego awansowali tylko zwycięzcy grup.
W fazie finałowej 4 kluby rozegrały ze sobą po 1 meczu każdy z każdym. Dwa najlepsze kluby z fazy finałowej stoczyły ze sobą pojedynek decydujący o mistrzostwie. Finał miał być rozegrany na boisku zwycięzcy grupy finałowej, jednak z powodu zastrzeżeń związanych z bezpieczeństwem rozegrany został na stadionie drugiego zespołu.

### Pierwszy etap

#### Grupa A

##### Kolejka 1
| Data          | Mecz                                                                     |
| ------------- | ------------------------------------------------------------------------ |
| 9 marca 1974  | CR Vasco da Gama – Coritiba FBC 2:0 Luís Carlos, Roberto Dinamite        |
| 9 marca 1974  | EC Bahia – Paysandu SC 2:1 Peri, Douglas – Silva                         |
| 10 marca 1974 | Fluminense FC – America FC 1:1 Luís Alberto – Ivo                        |
| 10 marca 1974 | Grêmio Porto Alegre – Olaria AC 1:0 Humberto Ramos                       |
| 10 marca 1974 | Desportiva Cariacica – Itabaiana 1:0 Alves                               |
| 10 marca 1974 | Athletico Paranaense – SC Internacional 1:0 Sicupira                     |
| 10 marca 1974 | EC Vitória – SE Tiradentes 1:2 Osni – Xavier, Maranhão                   |
| 10 marca 1974 | Clube do Remo – Botafogo FR 2:2 Luisinho, Alcino – Nei Conceiçăo, Puruca |
| 10 marca 1974 | Sampaio Corrêa FC – CR Flamengo 1:2 Dionísio – Rondineli, Dario          |
| 10 marca 1974 | América Natal – Avaí FC 1:1 Garcia – Zenon                               |

##### Kolejka 2
| Data          | Mecz                                                                           |
| ------------- | ------------------------------------------------------------------------------ |
| 13 marca 1974 | Fluminense FC – Itabaiana 2:1 Manfrini, Luís Alberto – Gaúcho                  |
| 13 marca 1974 | Grêmio Porto Alegre – Athletico Paranaense 2:0 Carlos Alberto, Bolivar         |
| 13 marca 1974 | Desportiva Cariacica – CR Vasco da Gama 0:0                                    |
| 13 marca 1974 | Avaí FC – SC Internacional 1:2 Toninho – Falcăo, Valdomiro                     |
| 13 marca 1974 | EC Vitória – Olaria AC 0:0                                                     |
| 13 marca 1974 | Paysandu SC – Botafogo FR 3:1 Moreira, Osvaldo, Tuíca – Carlos Roberto         |
| 13 marca 1974 | SE Tiradentes – America FC 0:1 Caio Cambalhota                                 |
| 13 marca 1974 | Sampaio Corrêa FC – EC Bahia 2:2 Adelino (2) – Douglas, Alberto                |
| 13 marca 1974 | América Natal – CR Flamengo 0:2 Dário, Vicentinho                              |
| 14 marca 1974 | Clube do Remo – Coritiba FBC 2:3 Rodrigues, Alcino – Zé Roberto (2), Marinho s |

##### Kolejka 3
| Data          | Mecz                                                                                            |
| ------------- | ----------------------------------------------------------------------------------------------- |
| 16 marca 1974 | Botafogo FR – Olaria AC 0:0                                                                     |
| 16 marca 1974 | EC Vitória – Athletico Paranaense 2:2 André, Válter – Ladinho, Didi Pedalada                    |
| 16 marca 1974 | Coritiba FBC – Grêmio Porto Alegre 0:2 Humberto Ramos, Tarciso                                  |
| 17 marca 1974 | CR Flamengo – CR Vasco da Gama 1:1 Zico – Roberto Dinamite                                      |
| 17 marca 1974 | SC Internacional – Paysandu SC 5:1 Valdomiro, Dorinho, Claudiomiro, Vacaria, Pedrinho – Osvaldo |
| 17 marca 1974 | EC Bahia – Clube do Remo 1:1 Douglas – Rodrigues                                                |
| 17 marca 1974 | SE Tiradentes – Fluminense FC 0:0                                                               |
| 17 marca 1974 | Sampaio Corrêa FC – America FC 1:0 Dionísio                                                     |
| 17 marca 1974 | Desportiva Cariacica – Avaí FC 1:0 Sérgio                                                       |
| 17 marca 1974 | América Natal – Itabaiana 2:0 Tota s, Washington                                                |

##### Kolejka 4
| Data          | Mecz                                                                           |
| ------------- | ------------------------------------------------------------------------------ |
| 20 marca 1974 | Botafogo FR – Athletico Paranaense 3:1 Fischer (2), Roberto Carlos – Taquito   |
| 20 marca 1974 | Coritiba FBC – América Natal 0:1 Joăo Daniel                                   |
| 20 marca 1974 | Avaí FC – Grêmio Porto Alegre 0:1 Ari Prudente s                               |
| 20 marca 1974 | EC Bahia – Olaria AC 1:0 Douglas                                               |
| 20 marca 1974 | Clube do Remo – CR Vasco da Gama 1:2 Alcino – Gaúcho, Roberto Dinamite         |
| 20 marca 1974 | Sampaio Corrêa FC – Fluminense FC 3:1 Jorge Luís, Lourival, Adelino – Manfrini |
| 20 marca 1974 | Itabaiana – SC Internacional 1:2 Gaúcho – Escurinho, Dorinho                   |
| 20 marca 1974 | America FC – EC Vitória 1:2 Volmir – Davi, André                               |

##### Kolejka 5
| Data          | Mecz                                                                           |
| ------------- | ------------------------------------------------------------------------------ |
| 23 marca 1974 | CR Flamengo – SE Tiradentes 4:0 Paulinho (2), Zico, Liminha                    |
| 23 marca 1974 | Athletico Paranaense – Desportiva Cariacica 1:0 Carlos César                   |
| 23 marca 1974 | Fluminense FC – Olaria AC 2:3 Rubens, Manfrini – Jair Pereira, Jair, Antoninho |
| 23 marca 1974 | Grêmio Porto Alegre – SC Internacional 1:2 Bolivar – Valdomiro, Claudiomiro    |
| 23 marca 1974 | Coritiba FBC – Botafogo FR 3:2 Zé Roberto (3) – Fischer, Puruca                |
| 23 marca 1974 | EC Bahia – EC Vitória 1:1 Picolé – André                                       |
| 23 marca 1974 | Paysandu SC – CR Vasco da Gama 0:0                                             |
| 23 marca 1974 | Sampaio Corrêa FC – Avaí FC 1:0 Dionísio                                       |
| 23 marca 1974 | América Natal – America FC 1:3 Gílson Porto – Luisinho (2), Alex               |
| 23 marca 1974 | Itabaiana – Clube do Remo 1:0 Gaúcho                                           |
| 27 marca 1974 | America FC – Desportiva Cariacica 2:0 Orlando, Edu                             |
| 27 marca 1974 | SE Tiradentes – América Natal 3:0 Sima (2), Xavier                             |

##### Kolejka 6
| Data            | Mecz                                                          |
| --------------- | ------------------------------------------------------------- |
| 30 marca 1974   | EC Bahia – CR Flamengo 0:2 Zico, Paulinho                     |
| 30 marca 1974   | CR Vasco da Gama – Botafogo FR 0:0                            |
| 30 marca 1974   | SC Internacional – SE Tiradentes 2:0 Pedrinho, Dejair         |
| 30 marca 1974   | Athletico Paranaense – Fluminense FC 3:0 Sicupira (2), Caio   |
| 30 marca 1974   | Avaí FC – Clube do Remo 3:0 Balduíno (2), Lúcio s             |
| 30 marca 1974   | Paysandu SC – Grêmio Porto Alegre 1:1 Villi – Bolivar         |
| 30 marca 1974   | Sampaio Corrêa FC – Coritiba FBC 0:2 Santos s, Zé Roberto     |
| 30 marca 1974   | Itabaiana – America FC 1:3 Catarina – Flecha, Luisinho, Tadeu |
| 30 marca 1974   | Desportiva Cariacica – EC Vitória 1:1 Edmar – Davi            |
| 3 kwietnia 1974 | CR Vasco da Gama – EC Bahia 0:0                               |

##### Kolejka 7
| Data             | Mecz                                                                              |
| ---------------- | --------------------------------------------------------------------------------- |
| 6 kwietnia 1974  | CR Flamengo – America FC 2:1 Paulinho, Arílson – Luisinho                         |
| 6 kwietnia 1974  | Grêmio Porto Alegre – Clube do Remo 1:0 Torino                                    |
| 6 kwietnia 1974  | Coritiba FBC – SE Tiradentes 3:2 Hélio Pires (2), Zé Roberto – Miltăo (2)         |
| 6 kwietnia 1974  | Avaí FC – Fluminense FC 2:2 Zenon, Carlos Roberto – Rubens (2)                    |
| 6 kwietnia 1974  | EC Vitória – América Natal 1:1 André – Garcia                                     |
| 6 kwietnia 1974  | Paysandu SC – Athletico Paranaense 1:1 Moreira – Liminha                          |
| 6 kwietnia 1974  | Sampaio Corrêa FC – SC Internacional 1:1 Dionísio – Pedrinho                      |
| 6 kwietnia 1974  | Desportiva Cariacica – Botafogo FR 2:3 Evandro, Zezinho – Puruca, Nílson, Fischer |
| 10 kwietnia 1974 | Olaria AC – América Natal 1:2 Antoninho – Washington, Bagadăo                     |

##### Kolejka 8
| Data             | Mecz                                                        |
| ---------------- | ----------------------------------------------------------- |
| 13 kwietnia 1974 | Fluminense FC – Grêmio Porto Alegre 0:1                     |
| 13 kwietnia 1974 | SC Internacional – CR Flamengo 1:1                          |
| 13 kwietnia 1974 | Coritiba FBC – America FC 0:1                               |
| 13 kwietnia 1974 | EC Vitória – CR Vasco da Gama 0:0                           |
| 13 kwietnia 1974 | Clube do Remo – Olaria AC 2:2 Alcino (2) – Jair, Djair      |
| 13 kwietnia 1974 | Itabaiana – Botafogo FR 2:1 Catarina, Duda – Nílson         |
| 13 kwietnia 1974 | Desportiva Cariacica – Paysandu SC 0:0                      |
| 13 kwietnia 1974 | Avaí FC – Athletico Paranaense 1:0 Juti                     |
| 14 kwietnia 1974 | SE Tiradentes – EC Bahia 3:0 Miltăo (2), Derivaldo          |
| 16 kwietnia 1974 | Botafogo FR – Avaí FC 5:1 Fischer (3), Nílson (2) – Toninho |

##### Kolejka 9
| Data             | Mecz                                                                   |
| ---------------- | ---------------------------------------------------------------------- |
| 20 kwietnia 1974 | SC Internacional – Desportiva Cariacica 3:0 Lula, Tovar, Dorinho       |
| 20 kwietnia 1974 | Paysandu SC – Olaria AC 2:0 Tuíca, Osvaldo                             |
| 20 kwietnia 1974 | SE Tiradentes – Clube do Remo 0:0                                      |
| 20 kwietnia 1974 | Sampaio Corrêa FC – EC Vitória 0:3 Davi (2), Osni                      |
| 20 kwietnia 1974 | América Natal – Grêmio Porto Alegre 0:2 Tarciso, Iúra                  |
| 21 kwietnia 1974 | CR Vasco da Gama – Fluminense FC 1:2 Luís Carlos – Cafuringa, Manfrini |
| 21 kwietnia 1974 | Athletico Paranaense – CR Flamengo 1:2 Sicupira – Paulinho, Zico       |
| 21 kwietnia 1974 | Avaí FC – America FC 0:2 Luisinho (2)                                  |
| 21 kwietnia 1974 | EC Bahia – Coritiba FBC 1:1 Altivo – Hélio Pires                       |
| 24 kwietnia 1974 | CR Flamengo – Desportiva Cariacica 4:0 Doval (2), Arílson, Zico        |
| 24 kwietnia 1974 | Paysandu SC – EC Vitória 1:2 Silva – André, Paulo                      |

##### Kolejka 10
| Data             | Mecz                                                                                   |
| ---------------- | -------------------------------------------------------------------------------------- |
| 27 kwietnia 1974 | Botafogo FR – America FC 1:1 Ferreti – Luisinho                                        |
| 27 kwietnia 1974 | Grêmio Porto Alegre – Sampaio Corrêa FC 2:0 Torino, Mazinho                            |
| 27 kwietnia 1974 | Coritiba FBC – Olaria AC 1:1 Hélio Pires – Mickey                                      |
| 27 kwietnia 1974 | Avaí FC – CR Flamengo 0:1 Zico                                                         |
| 27 kwietnia 1974 | EC Bahia – SC Internacional 0:0                                                        |
| 27 kwietnia 1974 | Clube do Remo – Fluminense FC 1:1 Roberto – Gil                                        |
| 27 kwietnia 1974 | América Natal – CR Vasco da Gama 2:3 Márcio Braga, Garcia – Roberto Dinamite (2), Fred |
| 27 kwietnia 1974 | Itabaiana – Athletico Paranaense 1:0 Catarina                                          |
| 27 kwietnia 1974 | Desportiva Cariacica – SE Tiradentes 1:0 Evandro                                       |

##### Kolejka 11
| Data        | Mecz                                                                   |
| ----------- | ---------------------------------------------------------------------- |
| 2 maja 1974 | Fluminense FC – Paysandu SC 2:0 Manfrini, Gil                          |
| 4 maja 1974 | CR Flamengo – Olaria AC 0:0                                            |
| 4 maja 1974 | Grêmio Porto Alegre – America FC 2:1 Loivo (2) – Flecha                |
| 4 maja 1974 | Athletico Paranaense – EC Bahia 1:0 Sicupira                           |
| 4 maja 1974 | EC Vitória – Avaí FC 3:0 André, Paim, Osni                             |
| 4 maja 1974 | Clube do Remo – SC Internacional 1:0 Rodrigues                         |
| 4 maja 1974 | SE Tiradentes – Botafogo FR 2:1 Sima, Assis – Nílson                   |
| 4 maja 1974 | Sampaio Corrêa FC – América Natal 0:0                                  |
| 4 maja 1974 | Itabaiana – CR Vasco da Gama 0:3 Luís Carlos, Zanata, Roberto Dinamite |
| 4 maja 1974 | Desportiva Cariacica – Coritiba FBC 0:1 Nélson Lopes                   |
| 8 maja 1974 | CR Vasco da Gama – Olaria AC 1:1 Roberto Dinamite – Jair               |
| 8 maja 1974 | Coritiba FBC – Itabaiana 3:0 Aladim, Hélio Pires, Dreyer               |
| 8 maja 1974 | Desportiva Cariacica – Sampaio Corrêa FC 2:1 Zezinho (2) – Adelino     |
| 8 maja 1974 | SE Tiradentes – Paysandu SC 0:0                                        |

##### Kolejka 12
| Data         | Mecz                                                  |
| ------------ | ----------------------------------------------------- |
| 11 maja 1974 | CR Flamengo – Grêmio Porto Alegre 1:0 Zico            |
| 11 maja 1974 | SC Internacional – EC Vitória 1:1 Lula – André        |
| 11 maja 1974 | Athletico Paranaense – Clube do Remo 2:0 Sicupira (2) |
| 11 maja 1974 | Avaí FC – SE Tiradentes 0:0                           |
| 11 maja 1974 | EC Bahia – America FC 1:0 Picolé                      |
| 11 maja 1974 | Paysandu SC – Coritiba FBC 1:0 Adílson                |
| 11 maja 1974 | Sampaio Corrêa FC – Botafogo FR 1:1 Aílton – Fischer  |
| 11 maja 1974 | América Natal – Fluminense FC 1:0 Pedrada             |

##### Kolejka 13
| Data         | Mecz                                                                              |
| ------------ | --------------------------------------------------------------------------------- |
| 15 maja 1974 | Botafogo FR – SC Internacional 2:3 Puruca, Fischer – Lula (3)                     |
| 15 maja 1974 | Athletico Paranaense – Olaria AC 4:0 Nílson, Sérgio Galocha, Sicupira, Bira Lopes |
| 15 maja 1974 | EC Vitória – Fluminense FC 0:0                                                    |
| 15 maja 1974 | Paysandu SC – CR Flamengo 0:0                                                     |
| 15 maja 1974 | SE Tiradentes – CR Vasco da Gama 0:1 Perez                                        |
| 15 maja 1974 | América Natal – EC Bahia 0:1 Baiaco                                               |
| 15 maja 1974 | Itabaiana – Grêmio Porto Alegre 0:1 Zequinha                                      |
| 16 maja 1974 | Clube do Remo – Sampaio Corrêa FC 2:0 Alcino, Luisinho                            |

##### Kolejka 14
| Data         | Mecz                                                                |
| ------------ | ------------------------------------------------------------------- |
| 18 maja 1974 | America FC – SC Internacional 3:0 Orlando, Luisinho, Flecha         |
| 18 maja 1974 | CR Flamengo – Fluminense FC 0:0                                     |
| 18 maja 1974 | Grêmio Porto Alegre – SE Tiradentes 4:0 Tarciso (3), Humberto Ramos |
| 18 maja 1974 | Coritiba FBC – Athletico Paranaense 0:1 Sicupira                    |
| 18 maja 1974 | Avaí FC – Olaria AC 0:2 Jair (2)                                    |
| 18 maja 1974 | EC Vitória – Botafogo FR 3:1 André (2), Mário Sérgio – Fischer      |
| 18 maja 1974 | Clube do Remo – Paysandu SC 0:0                                     |
| 18 maja 1974 | Sampaio Corrêa FC – CR Vasco da Gama 2:0 Jorge Luís, Dionísio       |
| 18 maja 1974 | América Natal – Desportiva Cariacica 0:0                            |
| 18 maja 1974 | Itabaiana – EC Bahia 0:1 Douglas                                    |
| 22 maja 1974 | Olaria AC – Sampaio Corrêa FC 2:0 Santos s, Jair                    |
| 22 maja 1974 | EC Vitória – Itabaiana 2:0 Paim, André                              |
| 22 maja 1974 | América Natal – Athletico Paranaense 0:1 Liminha                    |

##### Kolejka 15
| Data         | Mecz                                                                                  |
| ------------ | ------------------------------------------------------------------------------------- |
| 25 maja 1974 | SC Internacional – Olaria AC 2:0 Escurinho, Sérgio Lima                               |
| 25 maja 1974 | Coritiba FBC – CR Flamengo 2:1 Zé Roberto, Nélson Lopes – Rodrigues Neto              |
| 25 maja 1974 | Avaí FC – Paysandu SC 1:2 Zenon – Tuíca (2)                                           |
| 25 maja 1974 | EC Bahia – Fluminense FC 1:0 Tírson                                                   |
| 25 maja 1974 | SE Tiradentes – Athletico Paranaense 2:2 Sima, Robertinho – Sicupira, Bira Lopes      |
| 25 maja 1974 | América Natal – Botafogo FR 1:0 Garcia                                                |
| 25 maja 1974 | Itabaiana – Sampaio Corrêa FC 2:1 Tática, Paulo – Sérgio Lopes                        |
| 25 maja 1974 | Desportiva Cariacica – Grêmio Porto Alegre 0:5 Loivo (2), Tabajara, Tarciso, Zequinha |
| 25 maja 1974 | Clube do Remo – EC Vitória 3:1 Alcino (2), Almeida – André                            |
| 26 maja 1974 | CR Vasco da Gama – America FC 0:1 Luisinho                                            |
| 29 maja 1974 | CR Vasco da Gama – Avaí FC 1:0 Roberto Dinamite                                       |
| 29 maja 1974 | América Natal – Paysandu SC 0:0                                                       |
| 30 maja 1974 | Olaria AC – Itabaiana 4:0 Jair (3), Jair Pereira                                      |

##### Kolejka 16
| Data           | Mecz                                                        |
| -------------- | ----------------------------------------------------------- |
| 1 czerwca 1974 | CR Flamengo – Clube do Remo 3:0 Doval (2), Paulinho         |
| 2 czerwca 1974 | Botafogo FR – Fluminense FC 1:0 Puruca                      |
| 2 czerwca 1974 | Grêmio Porto Alegre – CR Vasco da Gama 1:0 Tarciso          |
| 2 czerwca 1974 | Coritiba FBC – SC Internacional 1:1 Dreyer – Escurinho      |
| 2 czerwca 1974 | EC Bahia – Desportiva Cariacica 1:1 Picolé – Zezinho        |
| 2 czerwca 1974 | Paysandu SC – America FC 0:1 Luisinho                       |
| 2 czerwca 1974 | SE Tiradentes – Olaria AC 2:0 Sima (2)                      |
| 2 czerwca 1974 | Sampaio Corrêa FC – Athletico Paranaense 0:1 Sérgio Galocha |
| 2 czerwca 1974 | Itabaiana – Avaí FC 2:0 Duda, Messias                       |

##### Kolejka 17
| Data           | Mecz                                                                             |
| -------------- | -------------------------------------------------------------------------------- |
| 5 czerwca 1974 | Botafogo FR – EC Bahia 0:0                                                       |
| 5 czerwca 1974 | SC Internacional – América Natal 3:0 Lula, Falcăo, Escurinho                     |
| 5 czerwca 1974 | Avaí FC – Coritiba FBC 1:2 Toninho – Aladim, Zé Roberto                          |
| 5 czerwca 1974 | EC Vitória – Grêmio Porto Alegre 1:0 André                                       |
| 5 czerwca 1974 | Clube do Remo – America FC 2:4 Luisinho, Alcino – Luisinho (2), Gílson Nunes (2) |
| 5 czerwca 1974 | Itabaiana – CR Flamengo 0:1 Arílson                                              |
| 5 czerwca 1974 | Desportiva Cariacica – Fluminense FC 1:1 Zezinho – Manfrini                      |

##### Kolejka 18
| Data            | Mecz                                                                      |
| --------------- | ------------------------------------------------------------------------- |
| 8 czerwca 1974  | America FC – Olaria AC 2:0 Luisinho (2)                                   |
| 8 czerwca 1974  | Coritiba FBC – EC Vitória 1:1 Krüger – Davi                               |
| 8 czerwca 1974  | Paysandu SC – Itabaiana 2:0 Moreira, Luisinho                             |
| 9 czerwca 1974  | Botafogo FR – CR Flamengo 0:2 Doval, Zico                                 |
| 9 czerwca 1974  | Athletico Paranaense – CR Vasco da Gama 1:1 Liminha – Jaílson             |
| 9 czerwca 1974  | EC Bahia – Grêmio Porto Alegre 0:1 Iúra                                   |
| 9 czerwca 1974  | Clube do Remo – Desportiva Cariacica 3:1 Alcino, Jacenir, Almeida – Russo |
| 9 czerwca 1974  | SE Tiradentes – Sampaio Corrêa FC 2:0 Miltăo, Maranhão                    |
| 19 czerwca 1974 | SC Internacional – Fluminense FC 1:1 Lula – Carlos Alberto                |

##### Kolejka 19
| Data            | Mecz                                                                     |
| --------------- | ------------------------------------------------------------------------ |
| 12 czerwca 1974 | Fluminense FC – Coritiba FBC 1:1 Gil – Aladim                            |
| 12 czerwca 1974 | Paysandu SC – Sampaio Corrêa FC 1:0 Luisinho                             |
| 13 czerwca 1974 | CR Vasco da Gama – SC Internacional 3:1 Roberto Dinamite (3) – Escurinho |
| 13 czerwca 1974 | Grêmio Porto Alegre – Botafogo FR 2:2 Bolivar, Tarciso – Fischer (2)     |
| 13 czerwca 1974 | Athletico Paranaense – America FC 1:2 Liminha – Tadeu, Gílson Nunes      |
| 13 czerwca 1974 | Avaí FC – EC Bahia 0:2 Picolé, Piolho                                    |
| 13 czerwca 1974 | EC Vitória – CR Flamengo 1:0 Mário Sérgio                                |
| 13 czerwca 1974 | Clube do Remo – América Natal 2:0 Elias, Almeida                         |
| 13 czerwca 1974 | SE Tiradentes – Itabaiana 1:0 Tota s                                     |
| 13 czerwca 1974 | Desportiva Cariacica – Olaria AC 0:1 Gessę                               |

##### Tabela grupy A
Fluminense awansował dzięki największym dochodom uzyskanym wśród klubów, które nie zdołały znaleźć się w czołowej dziesiątce swojej grupy.
| Poz | Klub                 | Mecze | Zw | Rem | Por | Pkt | BrZd | BrStr |
| --- | -------------------- | ----- | -- | --- | --- | --- | ---- | ----- |
| 1   | Grêmio Porto Alegre  | 19    | 14 | 2   | 3   | 30  | 30   | 8     |
| 2   | CR Flamengo          | 19    | 12 | 5   | 2   | 29  | 29   | 8     |
| 3   | America FC           | 19    | 12 | 2   | 5   | 26  | 30   | 15    |
| 4   | EC Vitória           | 19    | 8  | 9   | 2   | 25  | 26   | 15    |
| 5   | SC Internacional     | 19    | 9  | 6   | 4   | 24  | 30   | 19    |
| 6   | Athletico Paranaense | 19    | 9  | 4   | 6   | 22  | 24   | 17    |
| 7   | CR Vasco da Gama     | 19    | 7  | 8   | 4   | 22  | 19   | 13    |
| 8   | EC Bahia             | 19    | 7  | 8   | 4   | 22  | 15   | 14    |
| 9   | Coritiba FBC         | 19    | 8  | 5   | 6   | 21  | 24   | 21    |
| 10  | Paysandu SC          | 19    | 6  | 8   | 5   | 20  | 16   | 16    |
| 11  | SE Tiradentes        | 19    | 7  | 5   | 7   | 19  | 19   | 20    |
| 12  | Clube do Remo        | 19    | 5  | 6   | 8   | 16  | 22   | 27    |
| 13  | Olaria AC            | 19    | 5  | 6   | 8   | 16  | 17   | 22    |
| 14  | América Natal        | 19    | 5  | 5   | 9   | 15  | 12   | 23    |
| 15  | Botafogo FR          | 19    | 4  | 7   | 8   | 15  | 26   | 29    |
| 16  | Fluminense FC        | 19    | 3  | 9   | 7   | 15  | 16   | 22    |
| 17  | Desportiva Cariacica | 19    | 4  | 6   | 9   | 14  | 11   | 27    |
| 18  | Sampaio Corrêa FC    | 19    | 4  | 4   | 11  | 12  | 14   | 26    |
| 19  | Itabaiana            | 19    | 5  | 0   | 14  | 10  | 11   | 30    |
| 20  | Avaí FC              | 19    | 2  | 3   | 14  | 7   | 11   | 30    |

#### Grupa B

##### Kolejka 1
| Data          | Mecz                                                                           |
| ------------- | ------------------------------------------------------------------------------ |
| 9 marca 1974  | SE Palmeiras – Santa Cruz FC 4:3 Careca (2), César (2) – Luciano (2), Eurico s |
| 9 marca 1974  | Ceará SC – Rio Negro 1:1 Samuel – Carioca                                      |
| 10 marca 1974 | Cruzeiro EC – Guarani FC 0:0                                                   |
| 10 marca 1974 | Náutico – Atlético Mineiro 2:0 Jorge Mendonça, Paraguaio                       |
| 10 marca 1974 | Santos FC – Portuguesa 1:2 Nenę – Daniel, Adílton                              |
| 10 marca 1974 | Fortaleza – América Mineiro 2:0 Édson Carneiro, Francisco                      |
| 10 marca 1974 | Nacional FC – São Paulo 0:1 Ademir                                             |
| 10 marca 1974 | CEUB EC – Corinthians Paulista 1:2 Juraci – Vaguinho (2)                       |
| 10 marca 1974 | Goiás EC – Sport Recife 1:0 Rinaldo                                            |
| 10 marca 1974 | Operário FC – CS Alagoano 3:2 Mário, Guará, Carlos Roberto – Giraldo (2)       |

##### Kolejka 2
| Data          | Mecz                                                                   |
| ------------- | ---------------------------------------------------------------------- |
| 13 marca 1974 | Goiás EC – Corinthians Paulista 0:0                                    |
| 13 marca 1974 | Operário FC – SE Palmeiras 1:0 Carlos Alberto                          |
| 13 marca 1974 | Cruzeiro EC – Náutico 1:0 Procópio                                     |
| 13 marca 1974 | Sport Recife – Atlético Mineiro 1:0 Lula                               |
| 13 marca 1974 | Rio Negro – São Paulo 2:4 Alberi, Jorge Demolidor – Serginho (3), Piau |
| 13 marca 1974 | CEUB EC – Fortaleza 1:0 Xisté                                          |
| 14 marca 1974 | Nacional FC – Santa Cruz FC 1:1 Bibi – Luciano                         |

##### Kolejka 3
| Data          | Mecz                                                                         |
| ------------- | ---------------------------------------------------------------------------- |
| 16 marca 1974 | São Paulo – Guarani FC 1:1 Pedro Rocha – Darci                               |
| 16 marca 1974 | Atlético Mineiro – Rio Negro 0:0                                             |
| 17 marca 1974 | Corinthians Paulista – SE Palmeiras 0:0                                      |
| 17 marca 1974 | Santa Cruz FC – Cruzeiro EC 1:3 Fernando Santana – Cândido (2), Dirceu Lopes |
| 17 marca 1974 | Fortaleza – Náutico 2:1 Sidclei s, Beijoca – Paraguaio                       |
| 17 marca 1974 | Nacional FC – Ceará SC 1:1 Expedito – Samuel                                 |
| 17 marca 1974 | América Mineiro – Santos FC 0:2 Mazinho, Nenę                                |
| 17 marca 1974 | CEUB EC – Portuguesa 0:0                                                     |
| 17 marca 1974 | Goiás EC – CS Alagoano 4:0 Lucinho (2), Zé Leite s, Rinaldo                  |
| 17 marca 1974 | Operário FC – Sport Recife 1:1 Alberto s – Helinho                           |

##### Kolejka 4
| Data          | Mecz                                                                 |
| ------------- | -------------------------------------------------------------------- |
| 20 marca 1974 | São Paulo – Náutico 1:1 Everaldo – Dedeu                             |
| 20 marca 1974 | Sport Recife – Cruzeiro EC 0:0                                       |
| 20 marca 1974 | Ceará SC – Guarani FC 0:1 Clayton                                    |
| 20 marca 1974 | América Mineiro – Rio Negro 2:0 Jurandi (2)                          |
| 20 marca 1974 | CEUB EC – Santos FC 1:3 Gilberto – Leo, Pelé, Nenę                   |
| 20 marca 1974 | CS Alagoano – Atlético Mineiro 0:5 Campos (2), Arlem, China, Totonho |
| 20 marca 1974 | Portuguesa – Fortaleza 2:1 Dicá, Tatá – Marciano                     |
| 20 marca 1974 | Santa Cruz FC – Goiás EC 2:1 Luciano, Wilton – Lincoln               |

##### Kolejka 5
| Data          | Mecz                                                                                |
| ------------- | ----------------------------------------------------------------------------------- |
| 23 marca 1974 | Náutico – Operário FC 2:0 ncelos, Jorge Mendonça                                    |
| 23 marca 1974 | Corinthians Paulista – América Mineiro 3:1 Marco Antônio, Roberto, Gali – Pescuma s |
| 23 marca 1974 | Guarani FC – Santos FC 2:2 Afrânio, Clayton – Pelé (2)                              |
| 23 marca 1974 | Cruzeiro EC – Atlético Mineiro 1:2 Lima – Totonho, Reinaldo                         |
| 23 marca 1974 | Santa Cruz FC – São Paulo 0:0                                                       |
| 23 marca 1974 | Ceará SC – Fortaleza 1:1 Mano – Beijoca                                             |
| 23 marca 1974 | Rio Negro – SE Palmeiras 0:4 Fedato (2), Nei (2)                                    |
| 23 marca 1974 | CEUB EC – Sport Recife 1:0 Gilberto                                                 |
| 23 marca 1974 | Goiás EC – Portuguesa 0:0                                                           |
| 23 marca 1974 | CS Alagoano – Nacional FC 1:2 Zé Leite – Renato, Expedito                           |
| 27 marca 1974 | Portuguesa – Operário FC 3:0 Tatá, Isidoro, Dicá                                    |
| 27 marca 1974 | Santa Cruz FC – CS Alagoano 3:0 Ramón (2), Erb                                      |
| 27 marca 1974 | Nacional FC – SE Palmeiras 2:1 Renato, Bibi – Fedato                                |
| 27 marca 1974 | América Mineiro – Ceará SC 2:1 Jurandi (2) – Zé Eduardo                             |

##### Kolejka 6
| Data            | Mecz                                                                                 |
| --------------- | ------------------------------------------------------------------------------------ |
| 30 marca 1974   | Guarani FC – Goiás EC 3:0 Clayton (2), Odair                                         |
| 30 marca 1974   | Atlético Mineiro – América Mineiro 1:1 Arlem – Édson                                 |
| 30 marca 1974   | Náutico – Santos FC 1:1 Paraguaio – Pelé                                             |
| 30 marca 1974   | Ceará SC – Corinthians Paulista 0:1 Dimas s                                          |
| 30 marca 1974   | CEUB EC – Santa Cruz FC 1:1 Gilberto – Luciano                                       |
| 30 marca 1974   | CS Alagoano – Portuguesa 0:0                                                         |
| 30 marca 1974   | Operário FC – Fortaleza 1:0 Zé Carlos                                                |
| 31 marca 1974   | Rio Negro – Cruzeiro EC 0:0                                                          |
| 3 kwietnia 1974 | São Paulo – Ceará SC 2:0 Odélio s, Jésum                                             |
| 3 kwietnia 1974 | Santa Cruz FC – América Mineiro 2:3 Zé Carlos, Luciano – Jurandi, Dirceu, Pedro Omar |
| 3 kwietnia 1974 | Fortaleza – Guarani FC 3:0 Marciano, Hamílton Melo, Beijoca                          |
| 3 kwietnia 1974 | Náutico – Nacional FC 0:0                                                            |

##### Kolejka 7
| Data             | Mecz                                                                                 |
| ---------------- | ------------------------------------------------------------------------------------ |
| 6 kwietnia 1974  | Corinthians Paulista – Portuguesa 2:2 Marco Antônio, Tiăo – Wilsinho, Antônio Carlos |
| 6 kwietnia 1974  | Cruzeiro EC – Nacional FC 3:0 Perfumo (2), Joãozinho                                 |
| 6 kwietnia 1974  | Sport Recife – Santos FC 1:1 Helinho – Pelé                                          |
| 6 kwietnia 1974  | Fortaleza – Goiás EC 2:1 Paulinho, Geraldino – Paghetti                              |
| 6 kwietnia 1974  | CEUB EC – Atlético Mineiro 2:4 Dario, Gilberto – Reinaldo, Campos, Arlem, Fausto     |
| 6 kwietnia 1974  | CS Alagoano – Guarani FC 0:1 Lola                                                    |
| 6 kwietnia 1974  | Operário FC – São Paulo 0:2 Serginho (2)                                             |
| 6 kwietnia 1974  | Rio Negro – Náutico 2:1 Jorge Demolidor, Alberi – Jorge Mendonça                     |
| 10 kwietnia 1974 | São Paulo – Sport Recife 2:1 Serginho (2) – Rubem Salim                              |
| 10 kwietnia 1974 | Cruzeiro EC – Portuguesa 1:1 Zé Carlos – Cabinho                                     |
| 10 kwietnia 1974 | Ceará SC – CEUB EC 2:1                                                               |

##### Kolejka 8
| Data             | Mecz                                                                      |
| ---------------- | ------------------------------------------------------------------------- |
| 13 kwietnia 1974 | Santos FC – Cruzeiro EC 1:0 Mazinho                                       |
| 13 kwietnia 1974 | Guarani FC – Nacional FC 2:1 Darci, Luís Floręncio s – Expedito           |
| 13 kwietnia 1974 | Atlético Mineiro – Corinthians Paulista 2:1 Fausto, China – Marco Antônio |
| 13 kwietnia 1974 | Santa Cruz FC – Portuguesa 0:0                                            |
| 13 kwietnia 1974 | Fortaleza – SE Palmeiras 2:1 Lucinho, Zé Carlos – Zeca                    |
| 13 kwietnia 1974 | CS Alagoano – CEUB EC 1:0 Giraldo                                         |
| 13 kwietnia 1974 | Operário FC – Rio Negro 1:1 Brandăo – Alberi                              |
| 16 kwietnia 1974 | Portuguesa – América Mineiro 0:0                                          |
| 16 kwietnia 1974 | Sport Recife – Náutico 1:0 Orlando                                        |
| 17 kwietnia 1974 | Nacional FC – CEUB EC 0:2 Gilberto, Rildo                                 |

##### Kolejka 9
| Data             | Mecz                                                         |
| ---------------- | ------------------------------------------------------------ |
| 20 kwietnia 1974 | SE Palmeiras – Santos FC 0:4 Fernandinho, Pelé, Nenę, Brecha |
| 20 kwietnia 1974 | Atlético Mineiro – Operário FC 1:0 Totonho                   |
| 20 kwietnia 1974 | Náutico – Corinthians Paulista 2:0 Jorge Mendonça (2)        |
| 20 kwietnia 1974 | Ceará SC – Santa Cruz FC 1:0 Edmar                           |
| 20 kwietnia 1974 | Goiás EC – Cruzeiro EC 0:1 Dirceu Lopes                      |
| 21 kwietnia 1974 | Rio Negro – Guarani FC 1:0 Alberi                            |
| 21 kwietnia 1974 | CS Alagoano – São Paulo 0:0                                  |
| 23 kwietnia 1974 | Corinthians Paulista – Operário FC 1:0 Washington            |
| 24 kwietnia 1974 | Sport Recife – Portuguesa 1:1 Fumanchu – Antônio Carlos      |
| 24 kwietnia 1974 | Rio Negro – Fortaleza 1:0 Jorge Demolidor                    |
| 24 kwietnia 1974 | América Mineiro – Nacional FC 0:1 Roberto                    |

##### Kolejka 10
| Data             | Mecz                                                                             |
| ---------------- | -------------------------------------------------------------------------------- |
| 27 kwietnia 1974 | São Paulo – Portuguesa 0:0                                                       |
| 27 kwietnia 1974 | Guarani FC – Santa Cruz FC 1:0 Mingo                                             |
| 27 kwietnia 1974 | Cruzeiro EC – CEUB EC 1:0 Palhinha                                               |
| 27 kwietnia 1974 | Sport Recife – Corinthians Paulista 1:4 Lula – Roberto (2), Vaguinho, Washington |
| 27 kwietnia 1974 | Ceará SC – Atlético Mineiro 1:2 Reinaldo – Totonho, Reinaldo                     |
| 27 kwietnia 1974 | CS Alagoano – Náutico 0:1 Jorge Mendonça                                         |
| 27 kwietnia 1974 | Operário FC – América Mineiro 1:0 Nenę                                           |
| 28 kwietnia 1974 | Nacional FC – Santos FC 0:1 Pelé                                                 |

##### Kolejka 11
| Data        | Mecz                                                                             |
| ----------- | -------------------------------------------------------------------------------- |
| 2 maja 1974 | Santos FC – Rio Negro 3:0 Brecha (2), Pelé                                       |
| 4 maja 1974 | Corinthians Paulista – Guarani FC 1:1 Vaguinho – Mingo                           |
| 4 maja 1974 | Náutico – Ceará SC 2:1 Borges, Cordeiro – Da Costa                               |
| 4 maja 1974 | Fortaleza – Sport Recife 3:3 Marciano (2), Hamílton Melo – Ditinho (2), Fumanchu |
| 4 maja 1974 | América Mineiro – São Paulo 0:0                                                  |
| 4 maja 1974 | CEUB EC – Goiás EC 0:0                                                           |
| 4 maja 1974 | CS Alagoano – SE Palmeiras 0:2 Nei, Toninho                                      |
| 4 maja 1974 | Operário FC – Santa Cruz FC 3:0 Zé Ito (2), Lima s                               |
| 4 maja 1974 | Nacional FC – Atlético Mineiro 0:2 Danival, Marcelo                              |
| 8 maja 1974 | SE Palmeiras – Guarani FC 0:0                                                    |
| 8 maja 1974 | Sport Recife – Nacional FC 0:2 Reis, Alberto s                                   |
| 8 maja 1974 | América Mineiro – Goiás EC 0:1 Vânder                                            |
| 8 maja 1974 | Operário FC – CEUB EC 0:0                                                        |

##### Kolejka 12
| Data         | Mecz                                                                      |
| ------------ | ------------------------------------------------------------------------- |
| 11 maja 1974 | Corinthians Paulista – Cruzeiro EC 0:1 Dirceu Lopes                       |
| 11 maja 1974 | Sport Recife – América Mineiro 2:2 Odilon, Luisinho – Juca Show, Vilfredo |
| 11 maja 1974 | Ceará SC – Portuguesa 2:1 Zé Eduardo, Reinaldo – Enéas                    |
| 11 maja 1974 | Goiás EC – Santos FC 3:2 Lincoln (2), Paghetti – Eusébio, Nenę            |
| 12 maja 1974 | Atlético Mineiro – Fortaleza 0:1 Marciano                                 |
| 12 maja 1974 | Rio Negro – Santa Cruz FC 2:0 Jorge Demolidor, Serginho                   |
| 29 maja 1974 | CEUB EC – São Paulo 1:1 Xisté – Mirandinha                                |

##### Kolejka 13
| Data         | Mecz                                                             |
| ------------ | ---------------------------------------------------------------- |
| 15 maja 1974 | São Paulo – Atlético Mineiro 1:2 Mirandinha – Vanderlei, Cláudio |
| 15 maja 1974 | Náutico – Guarani FC 1:1 Jorge Mendonça – Amílton Rocha          |
| 15 maja 1974 | Fortaleza – Santos FC 0:2 Nenę, Brecha                           |
| 15 maja 1974 | Rio Negro – Corinthians Paulista 1:1 Alberi – Lance              |
| 15 maja 1974 | Goiás EC – Ceará SC 3:1 Lincoln, Paghetti, Matinha – Reinaldo    |
| 15 maja 1974 | CS Alagoano – Cruzeiro EC 0:1 Darci Meneses                      |
| 16 maja 1974 | SE Palmeiras – América Mineiro 1:0 Edu                           |

##### Kolejka 14
| Data         | Mecz                                                                           |
| ------------ | ------------------------------------------------------------------------------ |
| 18 maja 1974 | Portuguesa – Atlético Mineiro 2:2 Xaxá, Wilsinho – Totonho, China              |
| 18 maja 1974 | Corinthians Paulista – Santos FC 1:1 Roberto – Oberda                          |
| 18 maja 1974 | Guarani FC – Sport Recife 1:1 Alexandre – Adăozinho                            |
| 18 maja 1974 | Cruzeiro EC – América Mineiro 2:2 Dirceu Lopes, Palhinha – Spencer, Pedro Omar |
| 18 maja 1974 | Náutico – Santa Cruz FC 0:0                                                    |
| 18 maja 1974 | Fortaleza – São Paulo 1:1 Hamílton Melo – Serginho                             |
| 18 maja 1974 | Nacional FC – Rio Negro 1:1 Bibi – Serginho                                    |
| 18 maja 1974 | CEUB EC – SE Palmeiras 1:1 Dílson – Edu                                        |
| 18 maja 1974 | Goiás EC – Operário FC 0:0                                                     |
| 18 maja 1974 | CS Alagoano – Ceará SC 1:3 Manuelzinho – Da Costa, Reinaldo, Samuel            |
| 22 maja 1974 | Santos FC – CS Alagoano 1:0 Nelsi                                              |
| 22 maja 1974 | Guarani FC – CEUB EC 2:0 Odair, Lola                                           |
| 22 maja 1974 | Sport Recife – Rio Negro 1:1 Odilon – Jorge Demolidor                          |
| 22 maja 1974 | Goiás EC – SE Palmeiras 1:1 Ulisses – De Rosis                                 |

##### Kolejka 15
| Data         | Mecz                                                               |
| ------------ | ------------------------------------------------------------------ |
| 25 maja 1974 | SE Palmeiras – Portuguesa 2:2 Careca, Jair Gonçalves – Enéas, Tatá |
| 25 maja 1974 | Atlético Mineiro – Guarani FC 0:1 Afrânio                          |
| 25 maja 1974 | Santa Cruz FC – Corinthians Paulista 0:0                           |
| 25 maja 1974 | Ceará SC – Santos FC 1:1 Reinaldo – Oberda                         |
| 25 maja 1974 | Operário FC – Cruzeiro EC 0:0                                      |
| 26 maja 1974 | Nacional FC – Fortaleza 2:0 Renato, Pedrilho                       |
| 26 maja 1974 | Goiás EC – São Paulo 0:3 Mirandinha (2), Serginho                  |
| 29 maja 1974 | Fortaleza – CS Alagoano 1:0 Marciano                               |
| 29 maja 1974 | América Mineiro – Náutico 0:3 Paraguaio, Jorge Mendonça, Betinho   |
| 29 maja 1974 | Goiás EC – Rio Negro 2:0 Lincoln, Lucinho                          |
| 29 maja 1974 | Sport Recife – SE Palmeiras 1:1 Fumanchu – De Rosis                |

##### Kolejka 16
| Data           | Mecz                                                                                    |
| -------------- | --------------------------------------------------------------------------------------- |
| 1 czerwca 1974 | Corinthians Paulista – Nacional FC 5:0 Lance, Adăozinho, Marco Antônio, Mosca, Vaguinho |
| 2 czerwca 1974 | Santos FC – São Paulo 1:1 Brecha – Mirandinha                                           |
| 2 czerwca 1974 | Guarani FC – América Mineiro 3:3 Afrânio, Mingo, Lola – Juca Show (2), Vilfredo         |
| 2 czerwca 1974 | Cruzeiro EC – SE Palmeiras 0:0                                                          |
| 2 czerwca 1974 | Santa Cruz FC – Atlético Mineiro 3:3 Luciano (3) – Marcelo (2), Arlem                   |
| 2 czerwca 1974 | Ceará SC – Operário FC 0:0                                                              |
| 2 czerwca 1974 | Rio Negro – Portuguesa 0:1 Tatá                                                         |
| 2 czerwca 1974 | CEUB EC – Náutico 0:2 Jorge Mendonça (2)                                                |
| 2 czerwca 1974 | CS Alagoano – Sport Recife 0:1 Fumanchu                                                 |

##### Kolejka 17
| Data           | Mecz                                                               |
| -------------- | ------------------------------------------------------------------ |
| 5 czerwca 1974 | SE Palmeiras – Ceará SC 1:1 Nei – Samuel                           |
| 5 czerwca 1974 | Atlético Mineiro – Goiás EC 3:1 China, Getúlio, Totonho – Lucinho  |
| 5 czerwca 1974 | Santa Cruz FC – Sport Recife 0:3 Ditinho, Fumanchu, Rubem Salim    |
| 5 czerwca 1974 | Fortaleza – Cruzeiro EC 0:2 Palhinha, Dirceu Lopes                 |
| 5 czerwca 1974 | Nacional FC – Portuguesa 0:1 Eurico Sousa s                        |
| 5 czerwca 1974 | CS Alagoano – Corinthians Paulista 0:3 Washington, Lance, Vaguinho |
| 5 czerwca 1974 | Operário FC – Santos FC 1:0 Toninho                                |

##### Kolejka 18
| Data           | Mecz                                                        |
| -------------- | ----------------------------------------------------------- |
| 8 czerwca 1974 | Santa Cruz FC – Fortaleza 0:0                               |
| 8 czerwca 1974 | Rio Negro – CS Alagoano 3:1 Serginho (2), Alberi – Jaiminho |
| 8 czerwca 1974 | CEUB EC – América Mineiro 0:2 Vilfredo (2)                  |
| 9 czerwca 1974 | Guarani FC – Portuguesa 1:0 Lola                            |
| 9 czerwca 1974 | São Paulo – Corinthians Paulista 1:1 Zé Carlos – Washington |
| 9 czerwca 1974 | Atlético Mineiro – Santos FC 2:1 China, Totonho – Mazinho   |
| 9 czerwca 1974 | Náutico – SE Palmeiras 0:1 Jair Gonçalves                   |
| 9 czerwca 1974 | Ceará SC – Cruzeiro EC 1:1 Jorge Costa – Palhinha           |
| 9 czerwca 1974 | Nacional FC – Operário FC 1:2 Bibi – Fio, Paraná            |

##### Kolejka 19
| Data            | Mecz                                                                 |
| --------------- | -------------------------------------------------------------------- |
| 12 czerwca 1974 | Santos FC – Santa Cruz FC 1:1 Nenę – Luciano                         |
| 12 czerwca 1974 | Sport Recife – Ceará SC 1:1 Fumanchu – Da Costa                      |
| 12 czerwca 1974 | Rio Negro – CEUB EC 1:0 Serginho                                     |
| 12 czerwca 1974 | Goiás EC – Náutico 0:0                                               |
| 12 czerwca 1974 | SE Palmeiras – São Paulo 1:0 Ronaldo                                 |
| 13 czerwca 1974 | América Mineiro – CS Alagoano 1:0 Vilfredo                           |
| 13 czerwca 1974 | SE Palmeiras – Atlético Mineiro 1:2 Jair Gonçalves – Fausto, Marcelo |
| 13 czerwca 1974 | Cruzeiro EC – São Paulo 0:1 Zé Carlos                                |
| 13 czerwca 1974 | Náutico – Portuguesa 3:1 Betinho (2), Jorge Mendonça – Cabinho       |
| 13 czerwca 1974 | Fortaleza – Corinthians Paulista 2:0 Geraldino (2)                   |
| 13 czerwca 1974 | Nacional FC – Goiás EC 0:3 Lincoln (2), Paghetti                     |
| 13 czerwca 1974 | Operário FC – Guarani FC 1:0 Toninho                                 |

##### Tabela grupy B
Nacional FC awansował dzięki największym dochodom uzyskanym wśród klubów, które nie zdołały znaleźć się w czołowej dziesiątce swojej grupy.
Goiás EC i SE Palmeiras awansowały dzięki najlepszemu dorobkowi punktowemu spośród klubów, które nie zdołały znaleźć się w czołowej dziesiątce swojej grupy.
| Poz | Klub                 | Mecze | Zw | Rem | Por | Pkt | BrZd | BrStr |
| --- | -------------------- | ----- | -- | --- | --- | --- | ---- | ----- |
| 1   | Atlético Mineiro     | 19    | 11 | 4   | 4   | 26  | 33   | 20    |
| 2   | Cruzeiro EC          | 19    | 8  | 8   | 3   | 24  | 18   | 9     |
| 3   | Guarani FC           | 19    | 8  | 8   | 3   | 24  | 21   | 15    |
| 4   | São Paulo            | 19    | 7  | 10  | 2   | 24  | 22   | 12    |
| 5   | Santos FC            | 19    | 8  | 7   | 4   | 23  | 29   | 17    |
| 6   | Náutico              | 19    | 8  | 6   | 5   | 22  | 22   | 12    |
| 7   | Operário FC          | 19    | 8  | 6   | 5   | 22  | 15   | 14    |
| 8   | Corinthians Paulista | 19    | 7  | 8   | 4   | 22  | 26   | 16    |
| 9   | Portuguesa           | 19    | 5  | 11  | 3   | 21  | 19   | 16    |
| 10  | Fortaleza            | 19    | 8  | 4   | 7   | 20  | 21   | 19    |
| 11  | Goiás EC             | 19    | 7  | 6   | 6   | 20  | 21   | 18    |
| 12  | SE Palmeiras         | 19    | 6  | 8   | 5   | 20  | 22   | 20    |
| 13  | Rio Negro            | 19    | 6  | 7   | 6   | 19  | 17   | 23    |
| 14  | Sport Recife         | 19    | 4  | 10  | 5   | 18  | 20   | 22    |
| 15  | América Mineiro      | 19    | 5  | 6   | 8   | 16  | 19   | 25    |
| 16  | Ceará SC             | 19    | 4  | 8   | 7   | 16  | 19   | 23    |
| 17  | Nacional FC          | 19    | 5  | 4   | 10  | 14  | 14   | 27    |
| 18  | Santa Cruz FC        | 19    | 2  | 9   | 8   | 13  | 17   | 27    |
| 19  | CEUB EC              | 19    | 3  | 6   | 10  | 12  | 12   | 23    |
| 20  | CS Alagoano          | 19    | 1  | 2   | 16  | 4   | 6    | 35    |

### Drugi etap

#### Grupa 1

##### Kolejka 1
| Data         | Mecz                                                                              |
| ------------ | --------------------------------------------------------------------------------- |
| 2 lipca 1974 | SE Palmeiras – CR Flamengo 3:1 Fedato, Ronaldo, De Rosis – Julinho                |
| 2 lipca 1974 | Guarani FC – EC Bahia 3:1 Mingo, Afrânio, Clayton – Fito                          |
| 3 lipca 1974 | Cruzeiro EC – Paysandu SC 4:1 Aender (2), Roberto Batata, Joãozinho – Patrulheiro |

##### Kolejka 2
| Data         | Mecz                                                     |
| ------------ | -------------------------------------------------------- |
| 6 lipca 1974 | Cruzeiro EC – Guarani FC 1:0 Dirceu Lopes                |
| 6 lipca 1974 | Paysandu SC – SE Palmeiras 1:2 Moreira – Eurico, Ronaldo |
| 6 lipca 1974 | EC Bahia – CR Flamengo 1:1 Jorge Campos – Rui Rei        |

##### Kolejka 3
| Data          | Mecz                                                                      |
| ------------- | ------------------------------------------------------------------------- |
| 10 lipca 1974 | SE Palmeiras – Guarani FC 2:1 Jair Gonçalves, Nei – Afrânio               |
| 13 lipca 1974 | SE Palmeiras – EC Bahia 2:0 Nei, Fedato                                   |
| 13 lipca 1974 | CR Flamengo – Cruzeiro EC 1:3 Rui Rei – Roberto Batata, Eduardo, Palhinha |

##### Kolejka 4
| Data          | Mecz                                                                 |
| ------------- | -------------------------------------------------------------------- |
| 14 lipca 1974 | Paysandu SC – Guarani FC 0:1 Mingo                                   |
| 17 lipca 1974 | CR Flamengo – Paysandu SC 6:0 Paulinho (2), Zico (2), Rui Rei, Jaime |
| 17 lipca 1974 | EC Bahia – Cruzeiro EC 0:1 Nelinho                                   |

##### Kolejka 5
| Data          | Mecz                                                               |
| ------------- | ------------------------------------------------------------------ |
| ?? lipca 1974 | CR Flamengo – Guarani FC 3:0 Arílson, Paulinho, Zico               |
| ?? lipca 1974 | Cruzeiro EC – SE Palmeiras 2:1 Joãozinho, Roberto Batata – Toninho |
| ?? lipca 1974 | EC Bahia – Paysandu SC 1:1 Baiaco – Adílson                        |

##### Tabela grupy 1
| Poz | Klub         | Mecze | Zw | Rem | Por | Pkt | BrZd | BrStr |
| --- | ------------ | ----- | -- | --- | --- | --- | ---- | ----- |
| 1   | Cruzeiro EC  | 5     | 5  | 0   | 0   | 10  | 11   | 3     |
| 2   | SE Palmeiras | 5     | 4  | 0   | 1   | 8   | 10   | 5     |
| 3   | CR Flamengo  | 5     | 2  | 1   | 2   | 5   | 12   | 7     |
| 4   | Guarani FC   | 5     | 2  | 0   | 3   | 4   | 5    | 7     |
| 5   | EC Bahia     | 5     | 0  | 2   | 3   | 2   | 3    | 8     |
| 6   | Paysandu SC  | 5     | 0  | 1   | 4   | 1   | 3    | 14    |

#### Grupa 2

##### Kolejka 1
| Data         | Mecz                                                           |
| ------------ | -------------------------------------------------------------- |
| 3 lipca 1974 | EC Vitória – Corinthians Paulista 1:0 Osni                     |
| 3 lipca 1974 | Operário FC – Atlético Mineiro 1:3 Zé Ito – Marcelo (2), Romeu |
| 3 lipca 1974 | Nacional FC – CR Vasco da Gama 0:0                             |

##### Kolejka 2
| Data         | Mecz                                                                               |
| ------------ | ---------------------------------------------------------------------------------- |
| 6 lipca 1974 | Corinthians Paulista – Nacional FC 2:2 Adăozinho, Marco Antônio – Ricardo, Roberto |
| 6 lipca 1974 | Operário FC – EC Vitória 0:2 Osni (2)                                              |

##### Kolejka 3
| Data          | Mecz                                                              |
| ------------- | ----------------------------------------------------------------- |
| 10 lipca 1974 | Atlético Mineiro – CR Vasco da Gama 0:2 Jaílson, Roberto Dinamite |
| 11 lipca 1974 | Corinthians Paulista – Operário FC 0:0                            |

##### Kolejka 4
| Data          | Mecz                                                                        |
| ------------- | --------------------------------------------------------------------------- |
| 14 lipca 1974 | CR Vasco da Gama – Corinthians Paulista 2:0 Roberto Dinamite, Jaílson       |
| 14 lipca 1974 | Atlético Mineiro – EC Vitória 2:2 Totonho, Fausto – Natal, André            |
| 14 lipca 1974 | Nacional FC – Operário FC 0:1 mecz przerwany w 66 minucie – wynik zachowano |

##### Mecze przesunięte
| Data          | Mecz                                                        |
| ------------- | ----------------------------------------------------------- |
| 17 lipca 1974 | Atlético Mineiro – Nacional FC 3:0 Reinaldo, Romeu, Cláudio |
| 18 lipca 1974 | EC Vitória – CR Vasco da Gama 0:0                           |

##### Kolejka 5
| Data          | Mecz                                                                |
| ------------- | ------------------------------------------------------------------- |
| ?? lipca 1974 | CR Vasco da Gama – Operário FC 3:0 Fred, Roberto Dinamite, Mariăo s |
| ?? lipca 1974 | Corinthians Paulista – Atlético Mineiro 1:0 Vaguinho                |
| ?? lipca 1974 | Nacional FC – EC Vitória 1:0 Pedrilho                               |

##### Tabela grupy 2
| Poz | Klub                 | Mecze | Zw | Rem | Por | Pkt | BrZd | BrStr |
| --- | -------------------- | ----- | -- | --- | --- | --- | ---- | ----- |
| 1   | CR Vasco da Gama     | 5     | 3  | 2   | 0   | 8   | 7    | 0     |
| 2   | EC Vitória           | 5     | 2  | 2   | 1   | 6   | 5    | 3     |
| 3   | Atlético Mineiro     | 5     | 2  | 1   | 2   | 5   | 8    | 6     |
| 4   | Corinthians Paulista | 5     | 1  | 2   | 2   | 4   | 3    | 5     |
| 5   | Nacional FC          | 5     | 1  | 2   | 2   | 4   | 3    | 6     |
| 6   | Operário FC          | 5     | 1  | 1   | 3   | 3   | 2    | 8     |

#### Grupa 3

##### Kolejka 1
| Data         | Mecz                                                                                      |
| ------------ | ----------------------------------------------------------------------------------------- |
| 3 lipca 1974 | America FC – Santos FC 0:2 Cláudio Adăo, Fernandinho                                      |
| 3 lipca 1974 | Náutico – Coritiba FBC 4:2 Jorge Mendonça (2), Paraguaio, Vasconcelos – Dito Cola, Aladim |
| 3 lipca 1974 | Fortaleza – Grêmio Porto Alegre 1:3 Hamílton Melo – Grilo s, Iúra, Tarciso                |

##### Kolejka 2
| Data         | Mecz                                             |
| ------------ | ------------------------------------------------ |
| 7 lipca 1974 | Grêmio Porto Alegre – Santos FC 0:1 Cláudio Adăo |
| 7 lipca 1974 | Coritiba FBC – America FC 2:0 Aladim, Zé Roberto |
| 7 lipca 1974 | Fortaleza – Náutico 0:0                          |

##### Kolejka 3
| Data          | Mecz                                        |
| ------------- | ------------------------------------------- |
| 10 lipca 1974 | America FC – Grêmio Porto Alegre 0:1 Torino |
| 13 lipca 1974 | Coritiba FBC – Fortaleza 0:0                |
| 15 lipca 1974 | Náutico – Santos FC 0:2 Cláudio Adăo (2)    |

##### Kolejka 4
| Data          | Mecz                                                              |
| ------------- | ----------------------------------------------------------------- |
| 17 lipca 1974 | Náutico – America FC 2:2 Draílton, Jorge Mendonça – Ivo, Luisinho |
| 17 lipca 1974 | Grêmio Porto Alegre – Coritiba FBC 1:0 Iúra                       |
| 18 lipca 1974 | Santos FC – Fortaleza 1:1 Cláudio Adăo – Marciano                 |

##### Kolejka 5
| Data          | Mecz                                                         |
| ------------- | ------------------------------------------------------------ |
| ?? lipca 1974 | Santos FC – Coritiba FBC 2:1 Hira s, Adílson – Roberto       |
| ?? lipca 1974 | Grêmio Porto Alegre – Náutico 2:1 Tarciso, Loivo – Paraguaio |
| ?? lipca 1974 | Fortaleza – America FC 3:0 Geraldino (3)                     |

##### Tabela grupy 3
| Poz | Klub                | Mecze | Zw | Rem | Por | Pkt | BrZd | BrStr |
| --- | ------------------- | ----- | -- | --- | --- | --- | ---- | ----- |
| 1   | Santos FC           | 5     | 4  | 1   | 0   | 9   | 8    | 2     |
| 2   | Grêmio Porto Alegre | 5     | 4  | 0   | 1   | 8   | 7    | 3     |
| 3   | Fortaleza           | 5     | 1  | 3   | 1   | 5   | 5    | 4     |
| 4   | Náutico             | 5     | 1  | 2   | 2   | 4   | 7    | 8     |
| 5   | Coritiba FBC        | 5     | 1  | 1   | 3   | 3   | 5    | 7     |
| 6   | America FC          | 5     | 0  | 1   | 4   | 1   | 2    | 10    |

#### Grupa 4

##### Kolejka 1
| Data         | Mecz                                                          |
| ------------ | ------------------------------------------------------------- |
| 3 lipca 1974 | Goiás EC – São Paulo 1:1 Paghetti – Chicăo                    |
| 3 lipca 1974 | SC Internacional – Fluminense FC 2:0 Claudiomiro, Sérgio Lima |
| 3 lipca 1974 | Athletico Paranaense – Portuguesa 1:1 Sicupira – Cabinho      |

##### Kolejka 2
| Data         | Mecz                                                   |
| ------------ | ------------------------------------------------------ |
| 6 lipca 1974 | SC Internacional – Goiás EC 1:1 Joăo Ribeiro – Lincoln |
| 6 lipca 1974 | Fluminense FC – Athletico Paranaense 0:1 Alfredo       |
| 7 lipca 1974 | São Paulo – Portuguesa 1:1 Chicăo – Adílson            |

##### Kolejka 3
| Data          | Mecz                                         |
| ------------- | -------------------------------------------- |
| 13 lipca 1974 | São Paulo – Athletico Paranaense 0:0         |
| 14 lipca 1974 | Portuguesa – SC Internacional 0:1 Figueroa   |
| 14 lipca 1974 | Goiás EC – Fluminense FC 1:1 Lincoln – Paulo |

##### Kolejka 4
| Data          | Mecz                                                                   |
| ------------- | ---------------------------------------------------------------------- |
| 17 lipca 1974 | Athletico Paranaense – Goiás EC 2:1 Sérgio Galocha, Macalé s – Lucinho |
| 17 lipca 1974 | São Paulo – SC Internacional 0:1 Paulo César                           |
| 18 lipca 1974 | Fluminense FC – Portuguesa 3:1 Paulo, Arenghi s, Ivair – Mendes        |

##### Kolejka 5
| Data          | Mecz                                                                 |
| ------------- | -------------------------------------------------------------------- |
| ?? lipca 1974 | Fluminense FC – São Paulo 0:1 Terto                                  |
| ?? lipca 1974 | SC Internacional – Athletico Paranaense 1:1 Sérgio Lima – Bira Lopes |
| ?? lipca 1974 | Goiás EC – Portuguesa 0:1 Tatá                                       |

##### Tabela grupy 4
| Poz | Klub                 | Mecze | Zw | Rem | Por | Pkt | BrZd | BrStr |
| --- | -------------------- | ----- | -- | --- | --- | --- | ---- | ----- |
| 1   | SC Internacional     | 5     | 3  | 2   | 0   | 8   | 6    | 2     |
| 2   | Athletico Paranaense | 5     | 2  | 3   | 0   | 7   | 5    | 3     |
| 3   | São Paulo            | 5     | 1  | 3   | 1   | 5   | 3    | 3     |
| 4   | Portuguesa           | 5     | 1  | 2   | 2   | 4   | 4    | 6     |
| 5   | Fluminense FC        | 5     | 1  | 1   | 3   | 3   | 4    | 6     |
| 6   | Goiás EC             | 5     | 0  | 3   | 2   | 3   | 4    | 6     |

### Etap finałowy

#### Kolejka 1
| Data          | Mecz                                                                  |
| ------------- | --------------------------------------------------------------------- |
| 21 lipca 1974 | CR Vasco da Gama – Santos FC 2:1 Luís Carlos, Roberto Dinamite – Pelé |
| 21 lipca 1974 | SC Internacional – Cruzeiro EC 1:1 Valdomiro – Roberto Batata         |

#### Kolejka 2
| Data          | Mecz                                                               |
| ------------- | ------------------------------------------------------------------ |
| 24 lipca 1974 | Cruzeiro EC – CR Vasco da Gama 1:1 Zé Carlos – Alfinete            |
| 24 lipca 1974 | Santos FC – SC Internacional 2:1 Brecha, Fernandinho – Claudiomiro |

#### Kolejka 3
| Data          | Mecz                                                                               |
| ------------- | ---------------------------------------------------------------------------------- |
| 28 lipca 1974 | Santos FC – Cruzeiro EC 1:3 Nenę – Palhinha, Nelinho, Dirceu Lopes                 |
| 28 lipca 1974 | CR Vasco da Gama – SC Internacional 2:2 Roberto Dinamite, Zanata – Lula, Escurinho |

#### Tabela grupy finałowej
| Poz | Klub             | Mecze | Zw | Rem | Por | Pkt | BrZd | BrStr |
| --- | ---------------- | ----- | -- | --- | --- | --- | ---- | ----- |
| 1   | Cruzeiro EC      | 3     | 1  | 2   | 0   | 4   | 5    | 3     |
| 2   | CR Vasco da Gama | 3     | 1  | 2   | 0   | 4   | 5    | 4     |
| 3   | Santos FC        | 3     | 1  | 0   | 2   | 2   | 4    | 6     |
| 4   | SC Internacional | 3     | 0  | 2   | 1   | 2   | 4    | 5     |

### Finał
| CR Vasco da Gama – Cruzeiro EC 2:1 |
| 1 sierpnia 1974 Rio de Janeiro Maracanã (112 933) CR Vasco da Gama – Cruzeiro EC 2:1 (1:0) Sędzia: Armando Marques Bramki: 1:0 Ademir 14, 1:1 Nelinho 64, 2:1 Jorge Carvoeiro 78 Club de Regatas Vasco da Gama (trener Mário Travaglini): Andrada – Fidelis, Miguel, Moisés, Alfinete, Alcir, Zanata, Ademir, Jorginho Carvoeiro, Roberto Dinamite, Luis Carlos Cruzeiro EC (trener Hilton Chaves): Vitor – Nelinho, Perfumo, Darci Menezes, Vanderlei, Piazza, Zé Carlos, Dirceu Lopes, Roberto Batata, Palhinha (Joãozinho), Eduardo (Baiano) - zgodnie z regulaminem mecz finałowy powinien być rozegrany na boisku zwycięzcy grupy finałowej, czyli w Belo Horizonte. Klub Vasco da Gama poskarżył się na problemy bezpieczeństwa na Estádio Mineirão, w wyniku czego federacja CBD przeniosła mecz do Rio de Janeiro |

Mistrzem Brazylii w 1974 roku został klub CR Vasco da Gama, a wicemistrzem Brazylii – Cruzeiro EC.

## Końcowa klasyfikacja sezonu 1974
| Poz | Klub                 | Mecze | Zw | Rem | Por | Pkt | BrZd | BrStr |
| --- | -------------------- | ----- | -- | --- | --- | --- | ---- | ----- |
| 1   | CR Vasco da Gama     | 28    | 12 | 12  | 4   | 36  | 33   | 18    |
| 2   | Cruzeiro EC          | 28    | 14 | 10  | 4   | 38  | 35   | 17    |
| 3   | Santos FC            | 27    | 13 | 8   | 6   | 34  | 41   | 25    |
| 4   | SC Internacional     | 27    | 12 | 10  | 5   | 34  | 40   | 26    |
| 5   | Grêmio Porto Alegre  | 24    | 18 | 2   | 4   | 38  | 37   | 11    |
| 6   | CR Flamengo          | 24    | 14 | 6   | 4   | 34  | 41   | 15    |
| 7   | Atlético Mineiro     | 24    | 13 | 5   | 6   | 31  | 41   | 26    |
| 8   | EC Vitória           | 24    | 10 | 11  | 3   | 31  | 31   | 18    |
| 9   | Athletico Paranaense | 24    | 11 | 7   | 6   | 29  | 29   | 20    |
| 10  | São Paulo            | 24    | 8  | 13  | 3   | 29  | 25   | 15    |
| 11  | SE Palmeiras         | 24    | 10 | 8   | 6   | 28  | 32   | 25    |
| 12  | Guarani FC           | 24    | 10 | 8   | 6   | 28  | 26   | 22    |
| 13  | America FC           | 24    | 12 | 3   | 9   | 27  | 32   | 25    |
| 14  | Náutico              | 24    | 9  | 8   | 7   | 26  | 29   | 20    |
| 15  | Corinthians Paulista | 24    | 8  | 10  | 6   | 26  | 29   | 21    |
| 16  | Fortaleza            | 24    | 9  | 7   | 8   | 25  | 26   | 23    |
| 17  | Operário FC          | 24    | 9  | 7   | 8   | 25  | 17   | 22    |
| 18  | Portuguesa           | 24    | 6  | 13  | 5   | 25  | 23   | 22    |
| 19  | Coritiba FBC         | 24    | 9  | 6   | 9   | 24  | 29   | 28    |
| 20  | EC Bahia             | 24    | 7  | 10  | 7   | 24  | 18   | 22    |
| 21  | Goiás EC             | 24    | 7  | 9   | 8   | 23  | 25   | 24    |
| 22  | Paysandu SC          | 24    | 6  | 9   | 9   | 21  | 19   | 30    |
| 23  | Nacional FC          | 24    | 6  | 6   | 12  | 18  | 17   | 33    |
| 24  | Fluminense FC        | 24    | 4  | 10  | 10  | 18  | 20   | 28    |
| 25  | SE Tiradentes        | 19    | 7  | 5   | 7   | 19  | 19   | 20    |
| 26  | Rio Negro            | 19    | 6  | 7   | 6   | 19  | 17   | 23    |
| 27  | Sport Recife         | 19    | 4  | 10  | 5   | 18  | 20   | 22    |
| 28  | Olaria AC            | 19    | 5  | 6   | 8   | 16  | 17   | 22    |
| 29  | Clube do Remo        | 19    | 5  | 6   | 8   | 16  | 22   | 27    |
| 30  | América Mineiro      | 19    | 5  | 6   | 8   | 16  | 19   | 25    |
| 31  | Ceará SC             | 19    | 4  | 8   | 7   | 16  | 19   | 23    |
| 32  | América Natal        | 19    | 5  | 5   | 9   | 15  | 12   | 23    |
| 33  | Botafogo FR          | 19    | 4  | 7   | 8   | 15  | 26   | 29    |
| 34  | Desportiva Cariacica | 19    | 4  | 6   | 9   | 14  | 11   | 27    |
| 35  | Santa Cruz FC        | 19    | 2  | 9   | 8   | 13  | 17   | 27    |
| 36  | Sampaio Corrêa FC    | 19    | 4  | 4   | 11  | 12  | 14   | 26    |
| 37  | CEUB EC              | 19    | 3  | 6   | 10  | 12  | 12   | 23    |
| 38  | Itabaiana            | 19    | 5  | 0   | 14  | 10  | 11   | 30    |
| 39  | Avaí FC              | 19    | 2  | 3   | 14  | 7   | 11   | 30    |
| 40  | CS Alagoano          | 19    | 1  | 2   | 16  | 4   | 6    | 35    |